# Бронзовая улитка
«Бро́нзовая ули́тка» — литературная премия за лучшие фантастические произведения, опубликованные в течение года на русском языке. Вручалась ежегодно в городе Санкт-Петербурге с 1992 по 2012 год. Премия учреждена Андреем Николаевым и Александром Сидоровичем в 1992 году. Прообразом премии являлась вручавшаяся в 1991 году премия Бориса Стругацкого.
Премия вручалась в нескольких номинациях: за лучшую фантастическую публикацию крупной формы (роман), средней формы (повесть), малой формы (рассказ, новелла), а также за лучшее критико-публицистическое произведение, посвященное проблемам фантастики.
Председателем и единственным членом жюри являлся Борис Стругацкий, таким образом данная премия — «самая субъективная» из премий отечественной фантастики.

## Лауреаты
| Год  | Крупная форма                                           | Средняя форма                                 | Малая форма                                                                      | Публицистика                                                                                                  |
| ---- | ------------------------------------------------------- | --------------------------------------------- | -------------------------------------------------------------------------------- | --- |
| 1992 | Михаил Успенский «Чугунный всадник»                     | —                                             | Михаил Веллер «Хочу в Париж»                                                     | Сергей Переслегин «…Иллюзии и дорога»                                                                         |
| 1993 | Андрей Столяров «Монахи под луной»                      | Виктор Пелевин «Омон Ра»                      | Кир Булычёв «О страхе»                                                           | Роман Арбитман «Живём только дважды»                                                                          |
| 1994 | Вячеслав Рыбаков «Гравилёт „Цесаревич“»                 | —                                             | Андрей Лазарчук «Мумия»                                                          | Рустам Станиславович Кац «История советской фантастики»                                                       |
| 1995 | Андрей Лазарчук «Солдаты Вавилона»                      | Александр Щёголев «Ночь навсегда»             | Борис Штерн «Кащей бессмертный — поэт бесов»                                     | Вячеслав Рыбаков «Кружась в поисках смысла»                                                                   |
| 1996 | Эдуард Геворкян «Времена негодяев»                      | Евгений Лукин «Там, за Ахероном»              | Павел Кузьменко «Бейрутский салат»                                               | Сергей Переслегин «Око тайфуна»                                                                               |
| 1997 | Вячеслав Рыбаков «Дёрни за верёвочку»                   | Борис Штерн «Да здравствует Нинель!»          | Николай Ютанов «Аманжол»                                                         | Эдуард Геворкян «Бойцы терракотовой гвардии»                                                                  |
| 1998 | Борис Штерн (посмертно) «Эфиоп»                         | Елена Хаецкая «Мракобес»                      | Андрей Лазарчук, Михаил Успенский «Жёлтая подводная лодка „Комсомолец Мордовии“» | Евгений Лукин «Декрет об отмене глагола: манифест партии национал-лингвистов»                                 |
| 1999 | Евгений Лукин «Зона справедливости»                     | Василий Щепетнёв «Седьмая часть тьмы»         | Василий Щепетнёв «Позолочённая рыбка»                                            | Сергей Переслегин цикл послесловий к 6—13 томам серии «Миры братьев Стругацких»                               |
| 2000 | Виктор Пелевин «Generation „П“»                         | Сергей Синякин «Монах на краю земли»          | Евгений Лукин «В стране заходящего солнца»                                       | Вадим Казаков, Алексей Керзин, Юрий Флейшман «Библиография произведений братьев Стругацких»                   |
| 2001 | Марина и Сергей Дяченко «Армагед-дом»                   | Марина и Сергей Дяченко «Последний дон Кихот» | Вячеслав Рыбаков «Возвращения»                                                   | Анатолий Бритиков «Отечественная научно-фантастическая литература: Некоторые проблемы истории и теории жанра» |
| 2002 | Марина и Сергей Дяченко «Долина Совести»                | Сергей Синякин «Кавказский пленник»           | Марина и Сергей Дяченко «Баскетбол»                                              | Кирилл Еськов «Наш ответ Фукуяме»                                                                             |
| 2003 | Сергей Лукьяненко «Спектр»                              | Алан Кубатиев «В поисках господина П.»        | Андрей Лазарчук «У кошки четыре ноги…»                                           | Геннадий Прашкевич «Малый бедекер по НФ»                                                                      |
| 2004 | Кирилл Бенедиктов «Война за Асгард»                     | Геннадий Прашкевич «Белый мамонт»             | Леонид Каганов «Хомка»                                                           | Кир Булычёв «Падчерица эпохи»                                                                                 |
| 2005 | Владимир Васильев, Александр Громов «Антарктида online» | Геннадий Прашкевич «Территория греха»         | Алексей Калугин «В саду»                                                         | Алан Кубатиев «Деревянный и бронзовый Данте, или Ничего не кончилось»                                         |
| 2006 | Дмитрий Быков «Эвакуатор»                               | Александр Житинский «Спросите ваши души»      | Олег Овчинников «Звезда в подарок»                                               | Алан Кубатиев «„Что дали ему Византии орлы золотые?..“. Раздумья над столом, замусоренным книгами»            |
| 2007 | Евгений Филенко «Бумеранг на один бросок»               | Геннадий Прашкевич «Русский Струльдбруг»      | Андрей Саломатов «Серый ангел»                                                   | Сергей Соболев «Альтернативная история: пособие для хронохичхайкеров»                                         |
| 2008 | Игорь Сахновский «Человек, который знал всё»            | Евгений Лукин «Бытие наше дырчатое»           | Мария Галина «Поводырь»                                                          | Геннадий Прашкевич «Красный сфинкс. История русской фантастики от В. Ф. Одоевского до Бориса Штерна»          |
| 2009 | Дмитрий Быков «Списанные»                               | Алексей Лукьянов «Глубокое бурение»           | Юлия Зонис «Ме-ги-до»                                                            | Ант Скаландис «Братья Стругацкие»                                                                             |
| 2010 | Яна Дубинянская «Глобальное потепление»                 | Михаил Назаренко «Остров Цейлон»              | Марина и Сергей Дяченко «Император»                                              | Николай Романецкий «Тринадцать мнений о нашем пути»                                                           |
| 2011 | Тим Скоренко «Сад Иеронима Босха»                       | Алексей Лукьянов «Высокое давление»           | Мария Галина «Добро пожаловать в прекрасную страну!»                             | Сергей Переслегин «Возвращение к звездам: Фантастика и эвология»                                              |
| 2012 | Захар Прилепин «Чёрная обезьяна»                        | Андрей Измайлов «Игра в ящик»                 | не присуждалась                                                                  | Сергей Переслегин «Опасная бритва Оккама»                                                                     |